# 別列克特

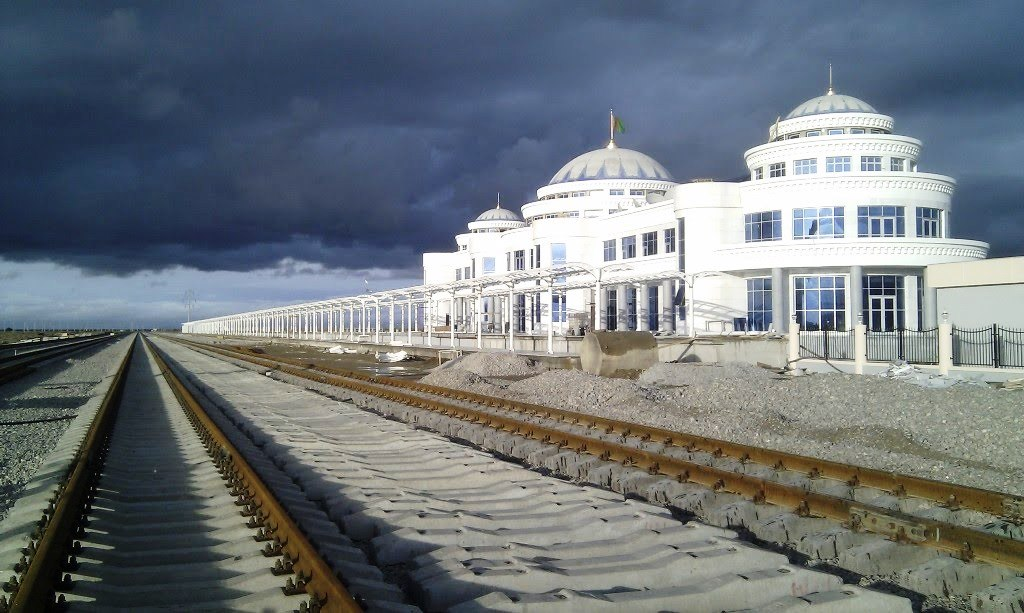
別列克特的火車站

别列克特是土庫曼斯坦西南部巴爾坎州的城市，距離首都阿什哈巴德292公里，始建於1895年，海拔高度205米，2010年人口23,762。

## 城市名称
该市原名卡贊吉克（羅馬化：Kazandzhik）。1999年12月29日，根据土库曼斯坦议会的XM-66号决议，该市被改为现名。“别列克特”在土库曼语中意为丰富或繁荣。